# 愛のトリートメント
『愛のトリートメント』（あいのトリートメント、原題：The Treat）は、1998年制作のアメリカ映画。

## 解説
アメリカの片田舎のある高級娼館を舞台に、コスプレ売春をほどこす3人の娼婦を描いたプチ・エロティック・コメディ。監督は『マーズ・アタック』の脚本家であるジョナサン・ジェムズで、本作が監督デビュー。パム・ジェムズの戯曲が原作。
3人の娼婦のうちの1人がジュリー・デルピーで、店のNO1の風俗嬢を生き生きと演じている。他、マイケル・ヨーク、ダニエル・ボールドウィン、シーモア・カッセル、ヴァンサン・ペレーズ等が脇役として顔を出している。

## あらすじ
片田舎のある高級娼館“テインテッド・レディ・ラウンジ”で綺麗な服を着、綺麗な化粧し、お客の欲望に答える3人の美人娼婦。しっかり者で面倒見の良いお姉さん格のドリー、美人だが時々不安定なフランチェスカ、一番若くて可愛いミミ。実はミミは意外と信仰が厚く教会によく行くという･･･。そんなミミは変態オヤジのせいでお尻等が傷だらけ。客の指名率の高い3人の売れっ子の中でも、特にNO1のフランチェスカは問題を抱えていて彼女は不幸な結婚から、旦那から逃げて娼婦になったのだった。一方ドリーはストーカーに襲われるが婦人警官のレズ仲の恋人に救われる。

## キャスト
| 役名           | 俳優                     | 日本語吹替                 |
| 役名           | 俳優                     | VHS版                      |
| -------------- | ------------------------ | -------------------------- |
| フランチェスカ | ジュリー・デルピー       | 日野由利加                 |
| ドリー         | パメラ・ギドリー         | 寺内よりえ                 |
| ミミ           | ジョージナ・ケイツ       | 桑島三幸                   |
| トニー         | ダニエル・ボールドウィン | 相沢正輝                   |
| マイク         | パトリック・デンプシー   | 星野充昭                   |
| 市会議員       | シーモア・カッセル       | 水内清光                   |
| ピエール       | ヴァンサン・ペレーズ     | 小形満                     |
| サイモン       | マイケル・ヨーク         | 柳沢栄治                   |
| 大佐           | アルフレッド・モリーナ   | 加納詞桂章                 |
| その他         |                          | 深水由美 岡本章子 加勢田進 |